# 傑雷米·拉特福德
傑雷米·拉特福德（Jeremy Ratchford，1965年8月6日—）是加拿大的一位演員。他最著名的作品是在電視劇《鐵證懸案》中飾演Nick Vera角色。他也出演過NCIS等電視劇。